# Pendones de León

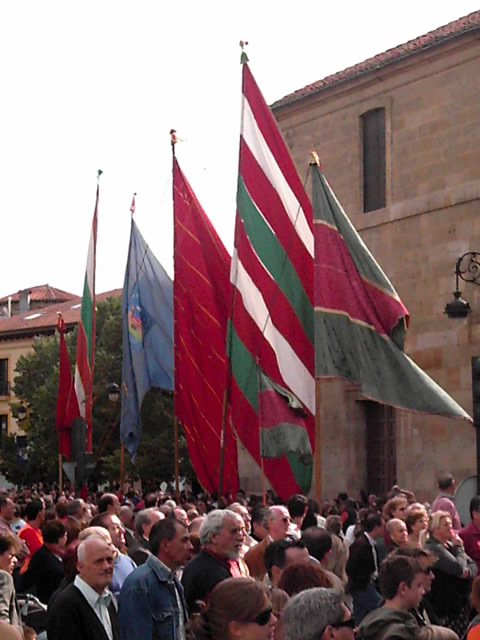
Pendones leoneses en las fiestas de San Froilán, en León

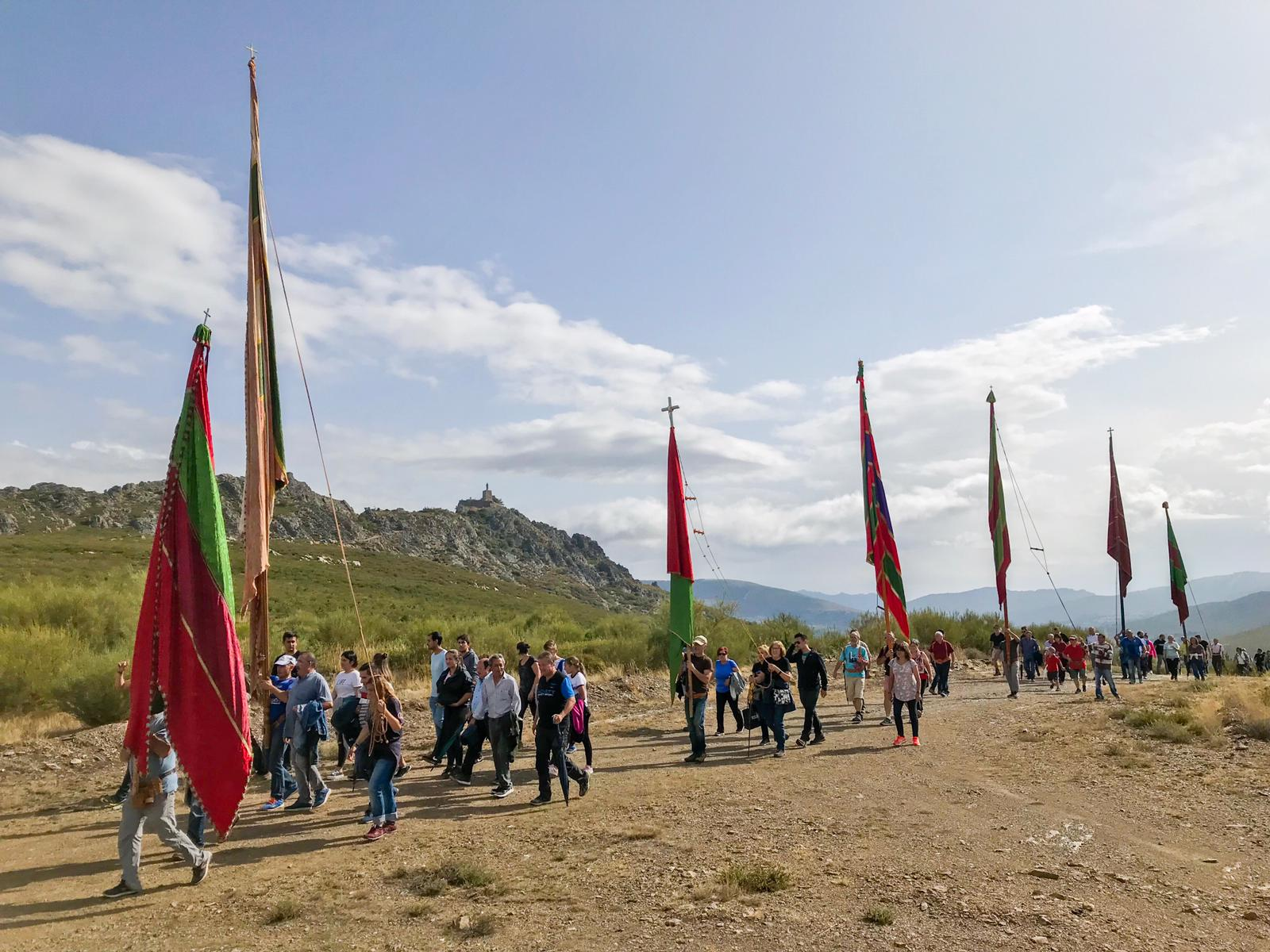
Pendones en Valdavido

Se denomina pendones de León, pendones leoneses o pendones concejiles leoneses a las banderas o pendones conservados en la antigua Región de León, pero especialmente en la provincia de León (España), que representan a las localidades en fiestas y romerías, tanto civiles como religiosas.

## Historia

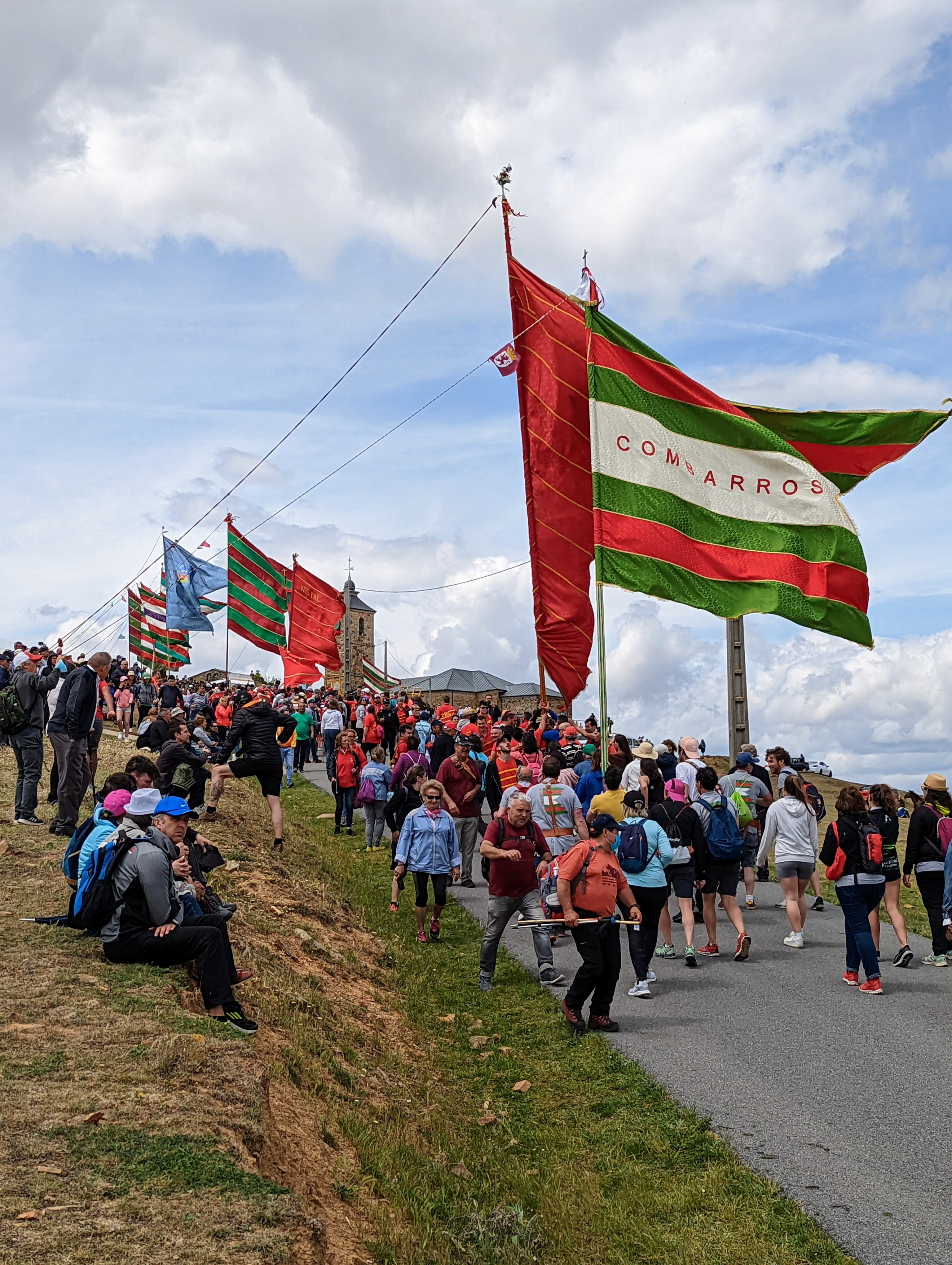
Pendones en la romería de la Virgen de Castrotierra

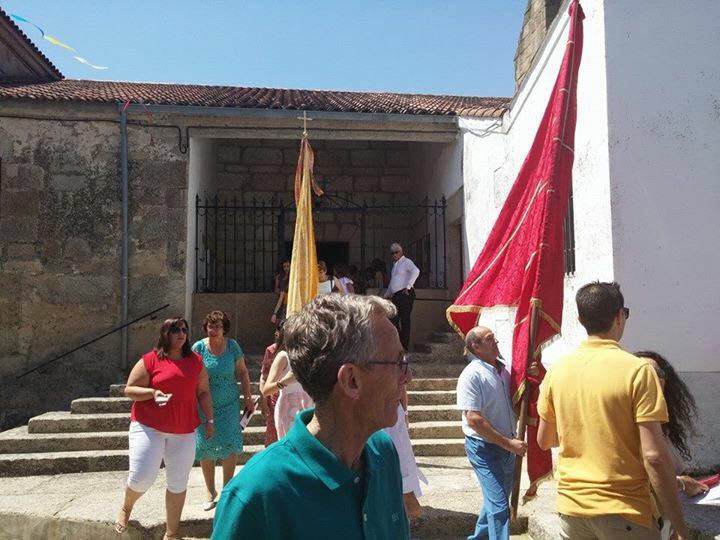
Pendón leonés de Villasbuenas (Salamanca)

Su origen está, posiblemente, en el ámbito militar. Durante la Edad Media los ejércitos no estaban organizados sino que se componían de mesnadas, muy confusas al no existir uniformes, que temporalmente servían a su señor, por lo que los pendones cumplirían una función identificativa en las luchas. Así, entre los siglos XI y XIII un pendón era una bandera militar que ondeaba sobre una lanza, pero con el tiempo empezó a colgar de un mástil: primero pasó a ser portada por la infantería y más tarde creció en altura, para aumentar su visibilidad. Hacia el siglo XVII, debido a su tamaño, serían inútiles para las acciones de guerra, por lo que adquirirían únicamente funciones representativas y ceremoniales. Su carácter era en origen civil, identificando a las comunidades (en representación del poder local), pero su uso también se integró en celebraciones religiosas, como romerías y rogativas. Es en ese momento, entre los siglos XVI y XVIII, cuando se documenta el mayor número de contratos para la fabricación de pendones.
Durante el siglo XIX, debido a las funciones administrativas y representativas adquiridas por diputaciones y ayuntamientos, los concejos perdieron importancia, y con ellos los pendones. Asimismo desaparecieron buena parte de las celebraciones religiosas que tenían lugar y en las cuales participaba el pendón concejil, por lo que entraron en desuso y muchos de ellos se perdieron. Sin embargo, a principios del siglo XX se produjo el resurgimiento de algunas tradiciones leonesas como elemento identitario, entre ellas el pendón concejil, estando presentes actualmente en multitud de actos y celebraciones entre los que destacan las fiestas de San Froilán en León y la romería de la Virgen de Castrotierra. Por su parte, en Zamora los encontramos en la romería de los Viriatos, en Sayago y en Salamanca en la procesión de la Virgen de los Remedios, en Buenamadre, en la de Nuestra Señora del Castillo en Yecla de Yeltes, en la de San Blas de Corporario, o en la de los Santos Mártires de Encinasola de los Comendadores.

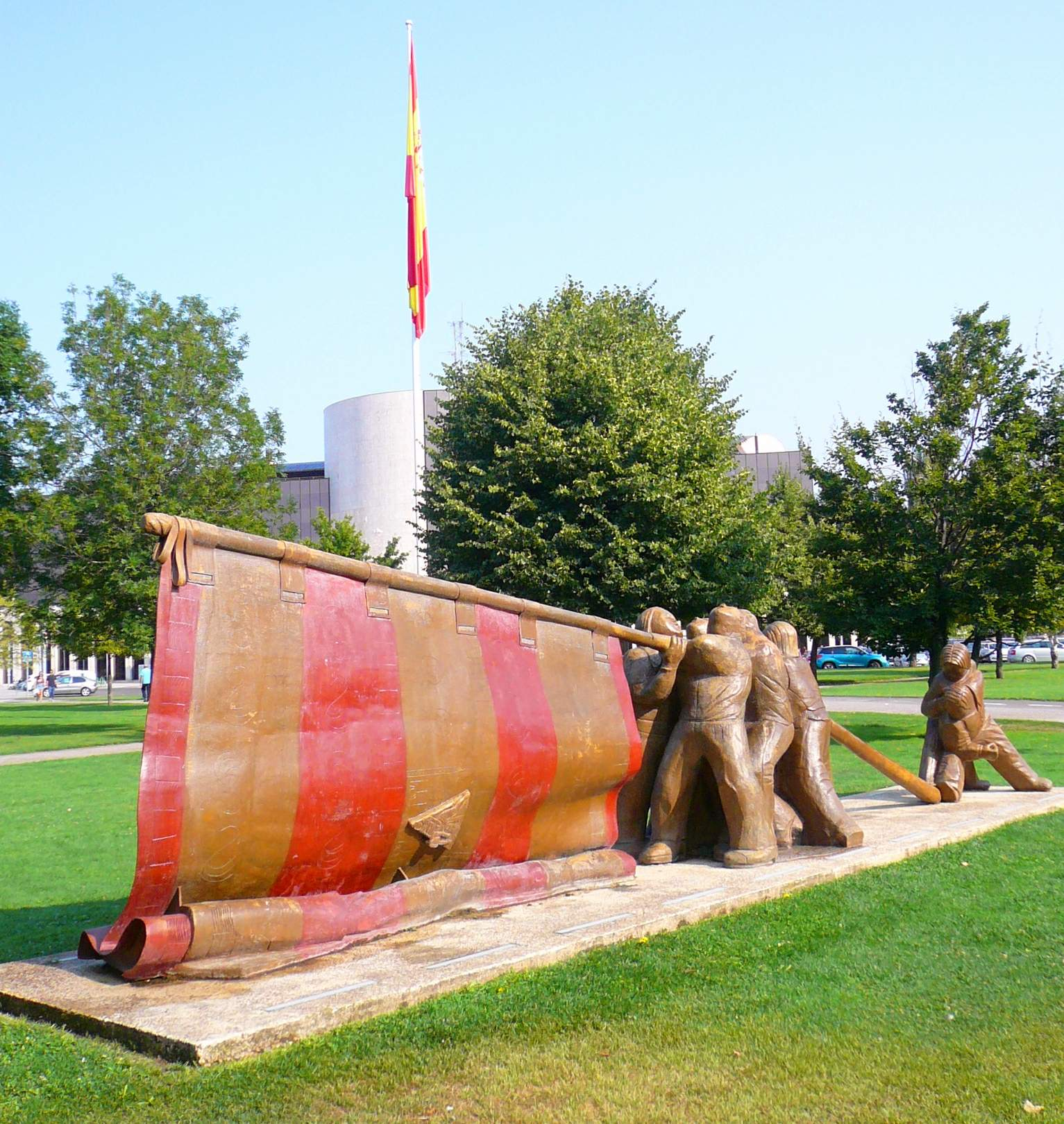
Monumento al Pendón Leonés, en León

Desde 2004 la Asociación Cultural Pendones del Reino de León, junto con el apoyo de distintas administraciones públicas, trabaja en la recuperación, catalogación y fomento de los pendones. Con motivo del 1100 aniversario del reino de León, el 27 de julio de 2010 logró un récord mundial al reunir 143 pendones y mantenerlos izados durante cinco minutos en la plaza de San Isidoro, en León. En marzo de 2018 se incoó expediente para su declaración como Bien de Interés Cultural de carácter inmaterial.

## Descripción
Cada pendón se compone de los siguientes elementos:
- Vara o mástil: pieza de madera, de una altura entre 3 y 14 metros, en la que va sujeta la tela. En su parte inferior lleva unos ganchos que permiten su agarre al cinturón de cuero que lleva el portador (pendonero). Para aligerar el peso, la vara presenta entre seis y diez acanaladuras a lo largo de la misma.
- Tela o paño: de tamaño variable, presenta una escotadura que hace que termine en dos puntas, en su parte superior e inferior. Se compone, generalmente, de bandas horizontales paralelas de tejido damasco, cuyos colores más habituales son rojo, verde, azul y blanco, y están cosidas entre sí con una cenefa imitando al hilo de oro.
- Cruz: de pequeño tamaño, está realizada en latón o bronce dorado o plateado y se sitúa en la parte superior de la vara. Algunos pendones llevan, en lugar de la cruz, un ornamento floral.
- Capelina: trozo de tela de iguales características que el paño que se sitúa en la parte superior de la vara para cubrir la unión de la tela, los remos y la cruz.
- Remos: son cordones de algodón, de color parecido al del paño, que atados a la parte superior de la vara sirven de sujeción al conjunto cuando sopla el viento. Son llevados por otras personas, independientes del portador del pendón.